# Id est
Id est és una expressió llatina que significa 'això és', l'abreviatura i. e. és molt usada en definicions matemàtiques i demostracions de teoremes, lemes i corol·laris.
"id est quod id est" = és el que és